# Joe Piskula
Joseph J. „Joe“ Piskula (* 5. Juli 1984 in Antigo, Wisconsin) ist ein ehemaliger US-amerikanischer Eishockeyspieler, der im Verlauf seiner aktiven Karriere zwischen 2004 und 2020 unter anderem über 600 Spiele in der American Hockey League (AHL) auf der Position des Verteidigers bestritten hat. Darüber hinaus absolvierte Piskula, der auch in der Svenska Hockeyligan (SHL) und finnischen Liiga aktiv war, weitere 13 Partien für die Los Angeles Kings, Calgary Flames und Nashville Predators in der National Hockey League (NHL).

## Karriere

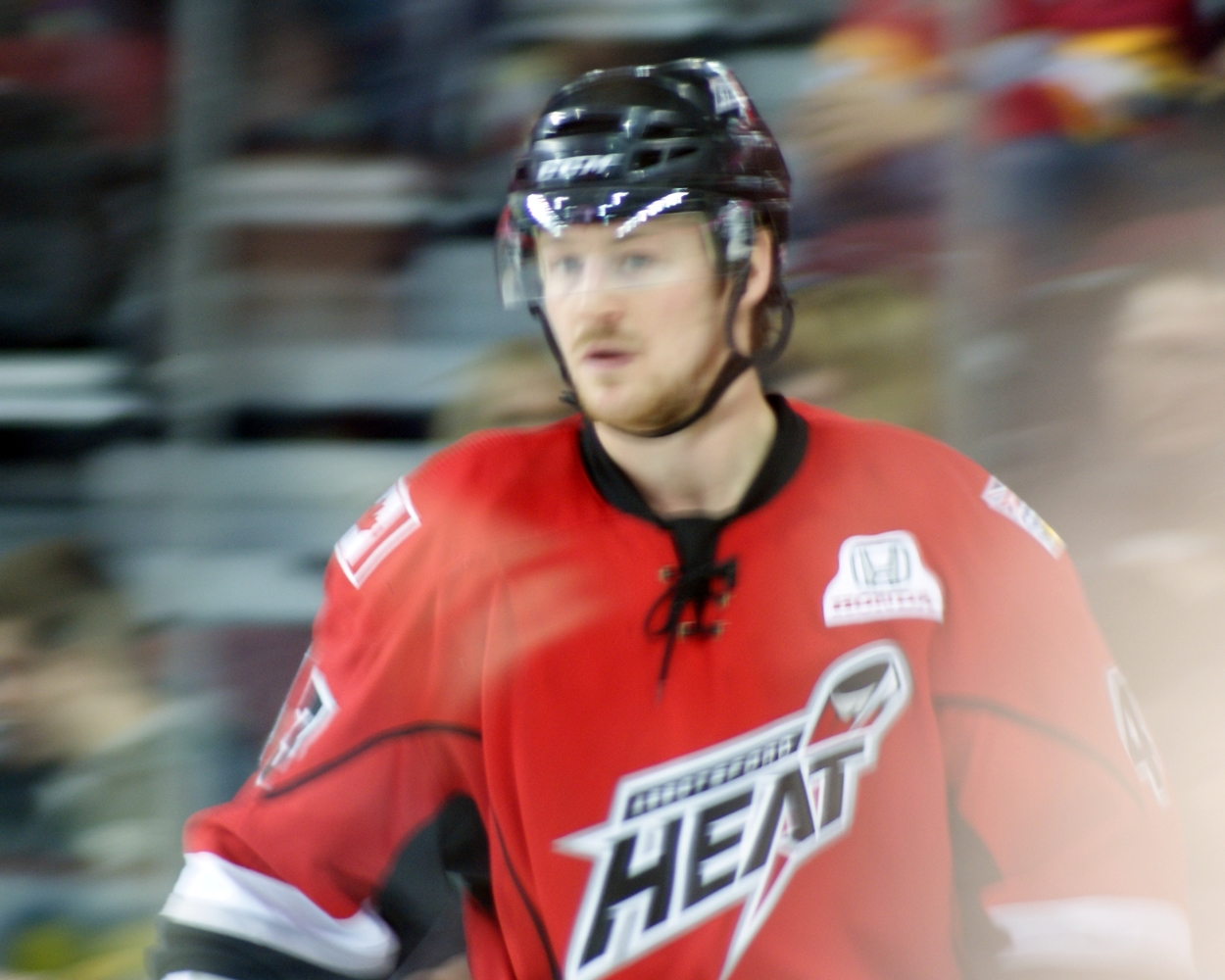
Piskula im Trikot der Abbotsford Heat (2011)

Piskula war mit Beginn der Saison 2002/03 zunächst in der Juniorenliga United States Hockey League (USHL) aktiv, wo er für die Chicago Steel auflief. Nach nur zwölf Einsätzen wechselte der Verteidiger jedoch innerhalb der Liga zu den Des Moines Buccaneers, für die er bis zum Frühjahr 2004 spielte. Anschließend begann der 20-Jährige ein Studium an der University of Wisconsin–Madison, wo er ebenso für die Eishockeymannschaft der Universität, die Wisconsin Badgers, in der Western Collegiate Hockey Association (WCHA) auflief. Die Division war in den Spielbetrieb der National Collegiate Athletic Association (NCAA) eingegliedert, deren nationalen Titel Piskula mit den Badgers im Frühjahr 2006 gewann. Nach einer weiteren Spielzeit am College wurde der ungedraftete Abwehrspieler im März 2007 als Free Agent von den Los Angeles Kings aus der National Hockey League (NHL) unter Vertrag genommen, womit seine akademische Ausbildung umgehend endete.
Im restlichen Verlauf der Saison 2006/07 kam der US-Amerikaner zu fünf NHL-Einsätzen für die LA Kings, die ihn mit dem Start der Spielzeit 2007/08 aber fortan bei ihrem Farmteam, den Manchester Monarchs, in der American Hockey League (AHL) einsetzten. Piskula spielte dort drei Jahre ohne einen weiteren NHL-Einsatz und erhielt im Sommer 2010 auch keinen neuen Vertrag im Franchise der Los Angeles Kings. Erst im Oktober 2010 fand der Free Agent in den Abbotsford Heat aus der AHL einen neuen Arbeitgeber. In seiner ersten Saison bei den Heat überzeugte der Defensivspieler jedoch und erhielt im folgenden Juli 2011 einen Anschlussvertrag bei Abbotsfords NHL-Kooperationspartner Calgary Flames. Dennoch lief er bis zum Februar 2013 weiterhin für Abbotsford in der AHL auf. Lediglich in der Spielzeit 2011/12 kam er fünfmal für die Flames in der NHL zum Einsatz. Durch ein Transfergeschäft wechselte Piskula im Verlauf der Saison 2012/13 im Tausch für Brian McGrattan in die Organisation der Nashville Predators. Die Predators setzten ihn bis zum Saisonende jedoch ausschließlich in der AHL bei den Milwaukee Admirals ein. Auch in den folgenden beiden Spieljahren, in denen er dreimal für Nashville in der NHL auflief, stand er im Aufgebot der Admirals. Im Sommer 2015 schloss er sich – abermals als Free Agent – den Anaheim Ducks an, die ihn aber ebenso in ihrem AHL-Farmteam San Diego Gulls, deren Mannschaftskapitän er in dieser Spielzeit war, einsetzten.
Um seiner Karriere neuen Schwung zu verleihen, wechselte der mittlerweile 32-Jährige im Herbst 2016 erstmals ins europäische Ausland. Dort wurde er von Leksands IF aus der Svenska Hockeyligan (SHL) verpflichtet. Er verbrachte dort die Saison 2016/17, um anschließend ins benachbarte Finnland zu wechseln. In der Liiga schloss er sich für eine Spielzeit dem Traditionsverein Tampereen Ilves an, den er allerdings nach nur einer Saison wieder verließ und zum Ligakonkurrenten TPS Turku wechselte. Nach weiteren zwei Spieljahren dort zog sich Piskula nach der Saison 2019/20 aus dem aktiven Sport zurück.

## Erfolge und Auszeichnungen
- 2006 NCAA-Division-I-Championship mit der University of Wisconsin–Madison

## Karrierestatistik
(Legende zur Spielerstatistik: Sp oder GP = absolvierte Spiele; T oder G = erzielte Tore; V oder A = erzielte Assists; Pkt oder Pts = erzielte Scorerpunkte; SM oder PIM = erhaltene Strafminuten; +/− = Plus/Minus-Bilanz; PP = erzielte Überzahltore; SH = erzielte Unterzahltore; GW = erzielte Siegtore; 1 Play-downs/Relegation; Kursiv: Statistik nicht vollständig)